# Diana e Acteon

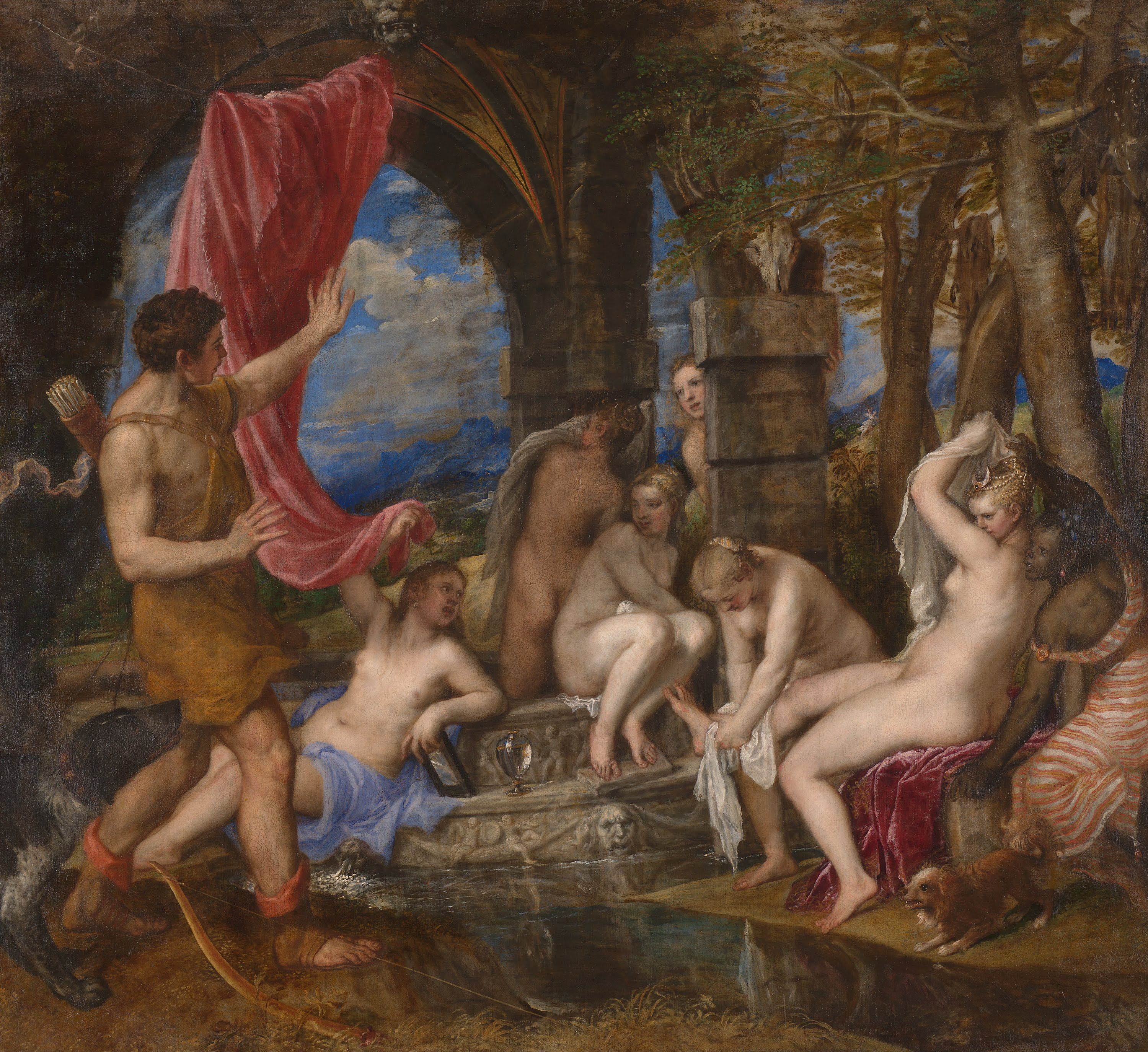
Diana e Acteon por Ticiano: o momento de surpresa

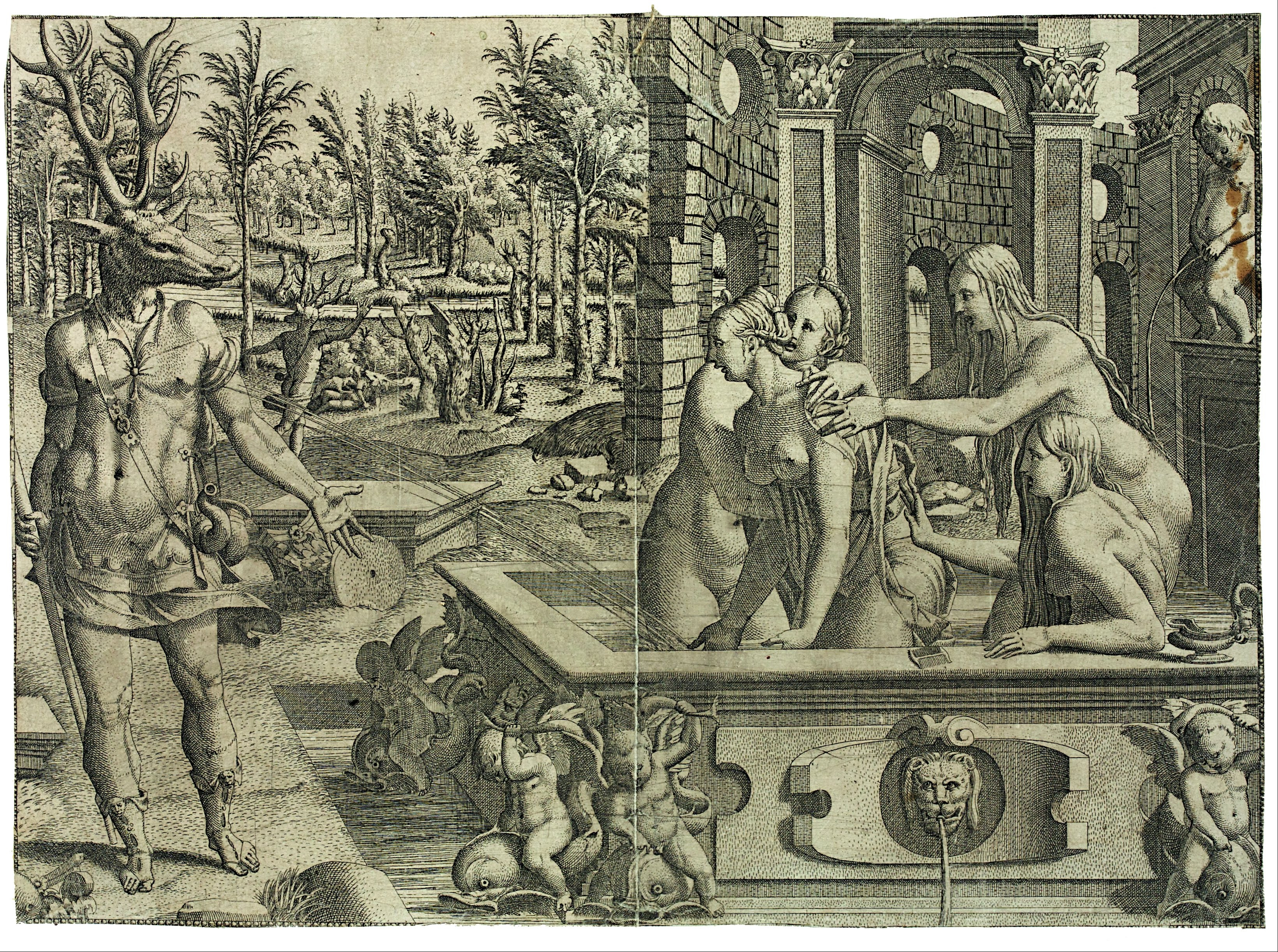
Gravura por en, A transformação de Acteon, com sua perseguição e morte mostradas no fundo

O mito de Diana e Acteon pode ser encontrado na obra Metamorfoses, de Ovídio. O conto narra o destino infeliz de um jovem caçador chamado Acteon, que era neto de Cadmo, e seu encontro com Ártemis, chamada pelos romanos de Diana, deusa da caça e conhecida pela sua castidade.

## Mito
No episódio, a deusa está nua e desfruta de um banho, durante a primavera, com a ajuda de sua escolta de ninfas, quando o homem mortal inconscientemente se depara com a cena. As ninfas gritam de surpresa e tentam cobrir Diana, que espirra água em Acteon, em um ataque de fúria envergonhada.
Ele é transformado em um cervo com couro manchado, chifres longos e perde a sua capacidade de falar. Em seguida, foge com medo. Pouco tempo depois, no entanto, seu cães o encontram e o matam, deixando de reconhecer seu próprio mestre.

## Arte
A história se tornou muito popular durante o Renascimento. A cena mais representada foi a de Acteon surpreendendo Diana. Porém, a sua transformação e morte também foram retratadas diversas vezes.
Ticiano pintou as duas cenas em duas das suas maiores poesias para Filipe II de Espanha, em Diana e Acteon e A morte de Acteão. Esta segunda poesia mostra a transformação ainda em andamento: como muitas representações, a cabeça é transformada, mas a maior parte do corpo permanece humana. Menos frequentemente, o Acteon é totalmente transformado quando capturado pelos seus cães. A história era popular na maiolica renascentista italiana.
Em Redoubt, filme de Matthew Barney, de 2019, ambientado nas Montanhas Sawtooth, o mito é contado pelo cineasta por vias próprias.